# Nationaldenkmal Tausend Jahre Russland

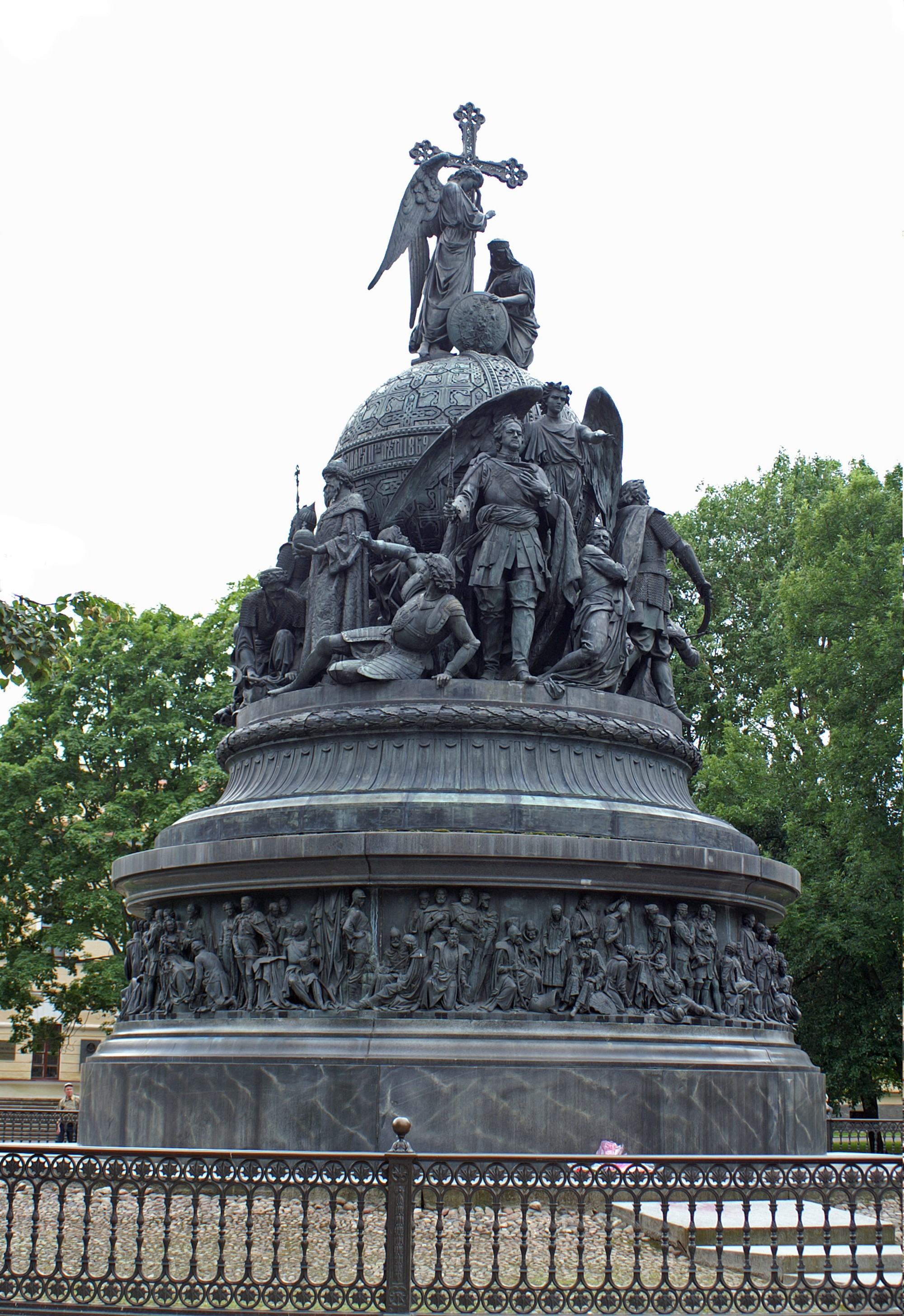
Das Monument

Das Nationaldenkmal Tausend Jahre Russland (russisch Тысячелетие России Tysjatscheletije Rossii) ist ein Monument vor der Sophienkathedrale im Nowgoroder Kreml, das im Jahr 1862 eingeweiht wurde. Es markierte das tausendjährige Jubiläum des Beginns der Herrschaft Ruriks in Nowgorod, die gemeinhin als der Beginn der russischen Geschichte und der russischen Staatlichkeit gilt.

## Planung
Der Autor des Projekts war Michail Ossipowitsch Mikeschin, der auch für das Denkmal für Katharina die Große in Sankt Petersburg (1873) und Bohdan Chmelnyzkyj in Kiew (1888) berühmt ist. An einer 1859 erfolgten Ausschreibung nahmen zunächst 40 Bildhauer und Architekten mit ihren Projekten teil. Die Wahl fiel auf den 24-jährigen und damals noch wenig bekannten Zeichner Michail Mikeschin, der erst ein Jahr zuvor das Studium an der Kunstakademie abgeschlossen hatte. Sein eingereichtes Projekt bestand aus einer Vielzahl von Teilzeichnungen der einzelnen Fragmente des künftigen Denkmals.
Von dem unerwarteten Zuschlag und dem verantwortungsvollen Auftrag inspiriert, zeigte Mikeschin bemerkenswerte organisatorische Fähigkeiten und zog viele weitere bekannte Bildhauer seiner Zeit heran, darunter Wiktor Hartmann, Schreder, Tschischow, Saleman, Opekuschin, Ljubimow und Michailow. Zur Erstellung des Denkmals forderten Regierungskreise und Zar Alexander II. eine gebührende Darstellung sowohl der Geschichte Russlands als auch der Rolle des herrschenden Hauses Romanow. Darüber hinaus spiegelt das Projekt den zeitgenössischen Übergang vom Klassizismus zum Realismus wider. Während der obere Teil mit dem Engel und der allegorischen Personifizierung Russlands noch dem klassizistischen Stil folgt, ist der untere Teil von realistisch dargestellten Personen geprägt.

## Eröffnung

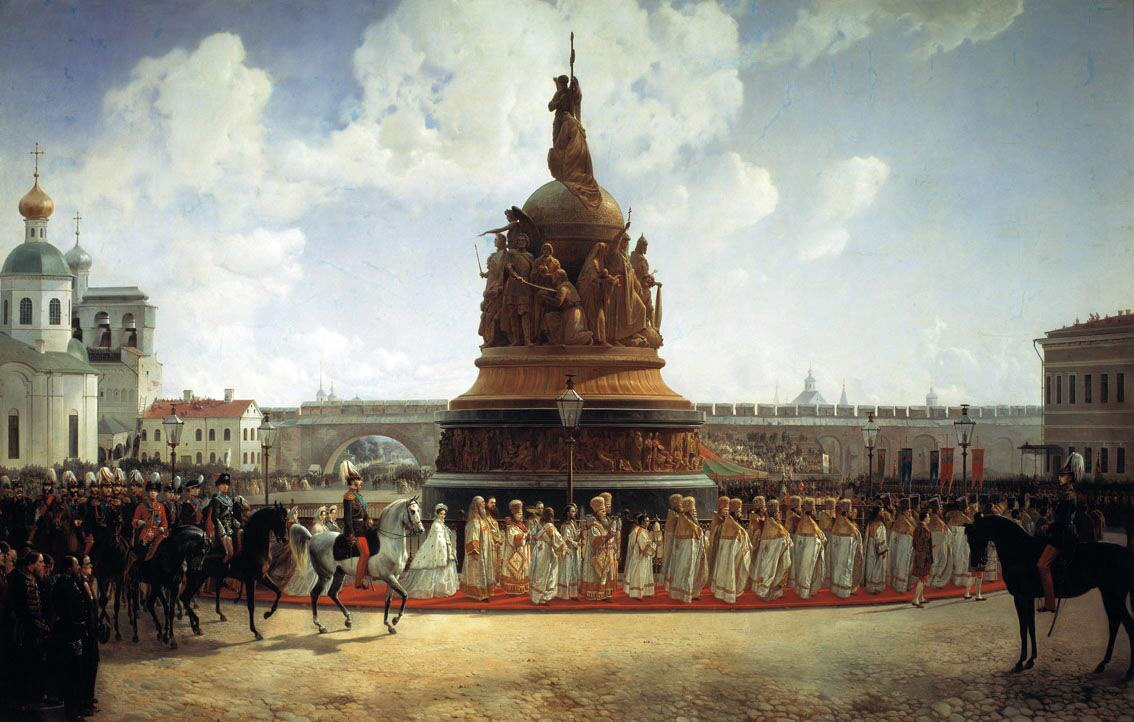
Die Festlichkeiten 1862, ein Gemälde von Bogdan Willewalde

Die Eröffnung des Denkmals fand am 8. September 1862 statt. Die Vorbereitungen für den Feiern liefen seit dem Frühjahr. Nowgorod, das bis dahin eine ruhige Provinzstadt war, erfuhr eine spürbare Belebung: Überall tauchten Tausende von Arbeitern auf, die Häuser restaurierten und die Straßen und die Plätze reparierten. Eine Erneuerung und Restaurierung erfuhr auch der Nowgoroder Kreml. Ein wichtiges Antriebsmotiv war der erwartete Besuch des Zaren Alexander II. zur Monumentseröffnung.
Ungefähr eine Woche vor den Feiern zogen in Nowgorod Militäreinheiten ein, die für die Sicherheit der Zarenfamilie sorgen und an der Parade am Eröffnungstag teilnehmen sollten. Sie setzten sich aus den Garderegimentern der Infanterie, Kavallerie und Artillerie zusammen. Allein aus Sankt Petersburg kamen etwa 6.000 Soldaten, insgesamt etwa 10.000. Als Hauptkommandierender wurde Großfürst Nikolai Nikolajewitsch bestimmt. Die Vielzahl der Militärs war unter anderem auch durch Gerüchte von einem geplanten Attentat auf den Zaren bedingt. Im Jahr 1881 fiel Alexander II. tatsächlich einem Mordanschlag zum Opfer.

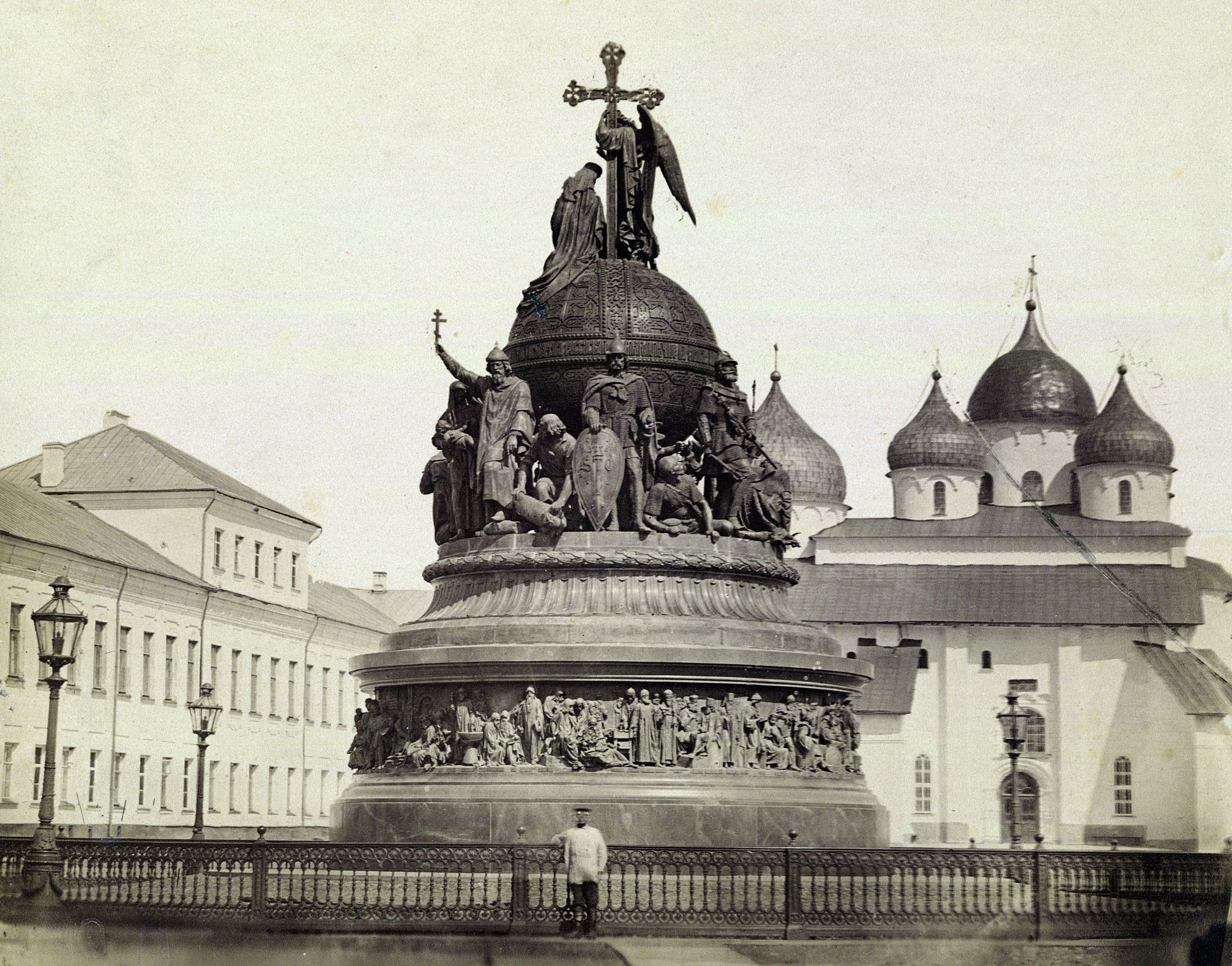
Das Jahrtausend-Denkmal im späten 19. Jahrhundert

Den Beginn der Feierlichkeiten markierten fünf Artilleriesalven aus 62 Kanonen. Die eingeladenen Gäste saßen auf speziell errichteten Tribünen. Dem Zaren wurde ein kunstvolles Album mit den Abbildungen der Nowgoroder Geschichte überreicht. Nach einer Kreuzprozession und einer Liturgie in der Sophienkathedrale wurde auf dem Kremlplatz eine Militärparade abgehalten und das Monument feierlich enthüllt. Gegen Abend wurde die mit Fahnen verzierte Stadt festlich beleuchtet, es gab ein Feuerwerk. Für das Volk gab es ein Straßenfest mit Musik und Unterhaltung. Die Festlichkeiten dauerten insgesamt drei Tage.

## Geschichte
Nach der Oktoberrevolution kam aus Moskau im Jahr 1925 die Anordnung, das „Denkmal für Orthodoxie und Zarentum“ abzureißen. Die lokalen Behörden entschieden sich jedoch dafür, das Monument zu „verstecken“. Um es herum wurde eine Konstruktion aus Holzbrettern errichtet, auf der verschiedene revolutionäre Plakate und Transparente hingen. Sie diente auch gelegentlich als Redebühne bei lokalen Versammlungen. So überdauerte das Denkmal bis zum Beginn des Großen Vaterländischen Krieges.
Am 15. August 1941 wurde Nowgorod von der deutschen Wehrmacht besetzt. General von Herzog aus dem Stab der Armee, die Leningrad belagerte, befahl, das Monument zu demontieren und die Einzelteile nach Deutschland zu verfrachten. Im Dezember 1943 begannen die Deutschen, das Monument zu zersägen, bereits am 20. Januar 1944 wurde Nowgorod jedoch von der Roten Armee befreit. Zu diesem Zeitpunkt bot das Denkmal einen traurigen Anblick. Das Postament war bis auf die unteren Reste des Reichsapfels absolut leer, die beschädigten großen Figuren der mittleren Ebene lagen auf dem ganzen Kremlplatz verstreut im Schnee. Das drei Meter hohe Kreuz lag verbogen auf dem Boden. Viele Details wie Schwerter, Zepter oder Schilder waren spurlos verschwunden.
Gleich nach der Befreiung der Stadt wurde ein rascher Wiederaufbau des Monuments beschlossen. Eine wichtige Rolle spielte, dass im Verlauf des Krieges patriotische und historische Vorbilder gezielt eingesetzt wurden, um die Kampfmoral der Truppen zu steigern, so dass sich das Verhältnis zum Monument in Vergleich zur Vorkriegszeit entscheidend veränderte. Mit dem Wiederaufbau wurde das Leningrader Architekturkomitee beauftragt. Im Verlauf der Restaurierung mussten 1500 fehlende Details neu gefertigt werden. Das Denkmal wurde bereits zum 2. November 1944 fertig, als seine zweite feierliche Eröffnung stattfand.

## Aufbau
Das Monument ist von einer Vielzahl ineinander verketteten Symbolismen gekennzeichnet. Es ist wie ein gigantischer Reichsapfel aufgebaut, der sich auf einem glockenähnlichen Postament befindet. Von seinen Umrissen her verbindet das Monument die Mütze des Monomachs, das Symbol der autokratischen Zarenmacht, mit der Nowgoroder Wetsche-Glocke, dem Symbol der demokratischen Selbstverwaltung, einem Ausdruck der seit 1861 einsetzenden liberalen Reformen. Von oben nach unten ist das Monument in drei Segmente oder Ebenen aufgeteilt, die dem im Russischen Reich verbreiteten Nationalspruch reflektieren: Orthodoxie, Autokratie, Volkstum (Православие, самодержавие, народность).
Auf dem Reichsapfel bzw. der oberen Ebene befinden sich die Figuren eines Engels, der ein christliches Kreuz hält, und eine kniende Frau, die Russland verkörpert (der Landesname Rossija ist weiblich) und vom Engel gesegnet wird. Rund um den Reichsapfel sind in der mittleren Ebene sechs thematischen Skulpturgruppen mit insgesamt 17 größeren Figuren aufgestellt, die sechs wichtige Etappen in der russischen Geschichte darstellen. Der Reichsapfel, der die Macht des Zaren symbolisiert, ist mit einem Ornament aus Kreuzen überzogen, was die Einheit der Kirche und der Selbstherrschaft bedeutet. Zusätzlich ziert ihn ein altslawisch stilisierter Schriftzug „Dem vollendeten Jahrtausend des russischen Staates im Jahr 1862“. In der unteren Ebene des Monuments befindet sich ein Fries Nikolai Lawerezkis, in dem die Reliefs von 109 historischen Persönlichkeiten Russlands zu finden sind. Sie repräsentieren die russische Gesellschaft, welche die autokratische Macht des Zaren stützt. Insgesamt beinhaltet das Monument 128 menschliche Figuren.
Die Gesamthöhe des Denkmals beträgt 15,7 m, davon beträgt die Höhe des Postaments etwa 6 m, die des Reichsapfels 6,7 m und die des Kreuzes 3 m. Der Durchmesser des Monuments beträgt 9 m, des Reichsapfels 4 m und der gesamte Umfang 27 m. Das Gewicht des Metalls beläuft sich auf 100 Tonnen, während das gesamte Monument ungefähr 10.000 Tonnen wiegt.

### Figuren der mittleren Ebene
| Bild | Name                                           | Name auf Russisch                         | Historisches Jahr | Beschreibung |
| ---- | ---------------------------------------------- | ----------------------------------------- | ----------------- | --- |
|      | Die Berufung der Waräger in die Rus            | Призвание варягов на Русь                 | 862               | Dargestellt ist der erste Fürst Rurik mit Helm und zugespitztem Schild, auf dem der Schriftzug „im Jahr 6370“ steht. Hintergrund ist die in Russland bis ins Jahr 1700 gebräuchliche Zählweise ab der biblischen Erschaffung der Welt. Rurik trägt ein Tierfell auf seinen Schultern, hinter ihm ist der heidnische slawische Gott Veles zu sehen. Die Figur blickt in Richtung Kiew, nach Südwesten.   |
|      | Die Christianisierung der Rus                  | Крещение Руси                             | 988               | Im Zentrum befindet sich der Kiewer Großfürst Wladimir der Heilige, der ein christlich-orthodoxes Kreuz hochhebt. Neben ihm ist eine Frau zu sehen, die ihm ihr Kind zur Taufe entgegenhält, und ein Slawe, der den heidnischen Gott Perun stürzt. Die Komposition blickt in Richtung Südosten. |
|      | Beginn der Vertreibung der Tataren             | Начало изгнания татар                     | 1380              | Dmitri Donskoi, der Sieger in der Schlacht von Kulikowo, hält in seiner rechten Hand einen russischen sechskantigen Streitkolben. Zu seinen Füßen liegt Mamai, der Emir der Goldenen Horde. In der linken Hand hält Dmitri Donskoi einen erbeuteten Buntschuk, das tatarische Machtsymbol. Die Komposition befindet sich auf der östlichen Seite.                                                       |
|      | Gründung des unabhängigen russischen Zarentums | Основание самодержавного царства Русского | 1491              | Dargestellt ist Iwan der Große im byzantinischen Zarengewand und mit Mütze des Monomach. In den Händen hält er ein Zepter und einen Reichsapfel. Vor ihm kniet ein Tatare, daneben liegen der besiegte Litauer, der das Großfürstentum Litauen repräsentiert, sowie ein deutsch-baltischer Ritter mit gebrochenem Schwert, der für den Deutschen Orden steht. Die Gruppe blickt in Richtung Nordosten.  |
|      | Thronbesteigung der Dynastie Romanow           | Начало династии Романовых                 | 1613              | Der junge Zar Michael Romanow besteigt den russischen Thron nach der Überwindung der Zeit der Wirren. Fürst Dmitri Poscharski, den Adel repräsentierend, beschützt ihn mit seinem Schwert, während Kusma Minin, der für das Volk steht, ihm die Mütze des Monomachs und das Zepter überreicht. Im Hintergrund befindet sich die Figur eines Sibiriers, das Symbol der kommenden Erschließung Sibiriens. |
|      | Entstehung des Russischen Kaiserreiches        | Образование Российской империи            | 1721              | Peter dem Großen im Siegerkranz wird von einem Engel der Weg nach Nordwesten aufgezeigt, zum Ort der künftigen Stadt Sankt Petersburg. Zu Füßen Peters liegt der besiegte Schwede, der seine zerrissene Fahne verteidigt (symbolisch für den russischen Sieg im Großen Nordischen Krieg). |

### Figuren der unteren Ebene
| Aufklärer: (Просветители) | Aufklärer: (Просветители)                                     | Staatsmänner: (Государственные люди) | Staatsmänner: (Государственные люди)          | Militärleute: (Военные люди) | Militärleute: (Военные люди)                      | Schriftsteller und Künstler: (Писатели и художники) | Schriftsteller und Künstler: (Писатели и художники) |
|                           | Kyrill und Method, Missionare der Slawen                      |                                      | Jaroslaw der Weise, Großfürst von Kiew        |                              | Swjatoslaw, Großfürst von Kiew                    |                                                     | Michail Lomonossow, Universalgelehrter              |
|                           | Olga, Großfürstin von Kiew                                    |                                      | Wladimir Monomach, Großfürst von Kiew         |                              | Mstislaw, Fürst von Nowgorod und Galizien         |                                                     | Denis Fonwisin, Schriftsteller                      |
|                           | Wladimir der Heilige, Großfürst von Kiew                      |                                      | Gediminas, Großfürst von Litauen              |                              | Daniel, Fürst von Galizien                        |                                                     | Alexander Kokorinow, Architekt                      |
|                           | Abraham von Rostow, Bischof von Rostow                        |                                      | Algirdas, Großfürst von Litauen               |                              | Daumantas, Fürst von Pskow                        |                                                     | Gawriil Derschawin, Dichter und Staatsmann          |
|                           | Antonius von Kiew, Gründer des Kiewer Höhlenklosters          |                                      | Vytautas, Großfürst von Litauen               |                              | Alexander Newski, Großfürst von Wladimir          |                                                     | Fjodor Wolkow, Schauspieler                         |
|                           | Theodosius von Kiew, Mönch des Kiewer Höhlenklosters          |                                      | Iwan der Große, Großfürst von Moskau          |                              | Michail Jaroslawitsch, Fürst von Twer             |                                                     | Nikolai Karamsin, Schriftsteller und Historiker     |
|                           | Kukscha von Petschersk, Mönch des Kiewer Höhlenklosters       |                                      | Silvester, Geistlicher und Staatsmann         |                              | Dmitri Donskoi, Großfürst von Moskau              |                                                     | Iwan Krylow, Fabeldichter                           |
|                           | Nestor von Kiew, Chronist der russischen Geschichte           |                                      | Anastasia Romanowna, erste Frau Iwans IV.     |                              | Kęstutis, Großfürst von Litauen                   |                                                     | Wassili Schukowski, Dichter und Übersetzer          |
|                           | Kirill von Beloosero, Gründer des Kirillo-Beloserski-Klosters |                                      | Alexei Adaschew, Staatsmann und Feldherr      |                              | Daniil Cholmski, Feldherr                         |                                                     | Nikolai Gneditsch, Dichter und Übersetzer           |
|                           | Stefan von Perm, Bischof und Missionar von Groß-Perm          |                                      | Hermogenus, Patriarch von Moskau              |                              | Michail Worotynski, Feldherr                      |                                                     | Alexander Gribojedow, Schriftsteller und Diplomat   |
|                           | Alexius von Moskau, Metropolit von Kiew und Moskau            |                                      | Michael Romanow, Gründer der Romanow-Dynastie |                              | Daniel Schtschenja, Feldherr                      |                                                     | Michail Lermontow, Dichter                          |
|                           | Sergius von Radonesch, Gründer des Dreifaltigkeitsklosters    |                                      | Philaret, Patriarch von Moskau                |                              | Marfa Borezkaja, Nowgoroder Statthalterin         |                                                     | Alexander Puschkin, Dichter                         |
|                           | Petro Mohyla, Metropolit von Kiew und Galizien                |                                      | Afanassi Ordin-Naschtschokin, Diplomat        |                              | Jermak Timofejewitsch, Kosaken-Ataman             |                                                     | Nikolai Gogol, Schriftsteller                       |
|                           | Sossima von Solowki, Gründer des Solowezki-Klosters           |                                      | Artamon Matwejew, Staatsmann und Diplomat     |                              | Michail Skopin-Schuiski, Fürst                    |                                                     | Michail Glinka, Komponist                           |
|                           | Maxim der Grieche, kirchlicher Aufklärer und Schriftsteller   |                                      | Alexei I., Zar                                |                              | Dmitri Poscharski, Fürst                          |                                                     | Karl Brjullow, Maler                                |
|                           | Sawwati von Solowki, Gründer des Solowezki-Klosters           |                                      | Peter der Große, Zar und erster Kaiser        |                              | Kusma Minin, Organisator der Volksarmee           |                                                     | Dmitri Bortnjanski, Komponist                       |
|                           | Jonas von Moskau, Metropolit von Moskau                       |                                      | Jakow Dolgorukow, Staatsmann und Feldherr     |                              | Awraami Palizyn, Mönch und Schriftsteller         |                                                     |                                                     |
|                           | Makarius von Moskau, Metropolit von Moskau                    |                                      | Iwan Bezkoi, Staatsmann und Reformer          |                              | Bohdan Chmelnyzkyj, Hetman der Kosaken            |                                                     |                                                     |
|                           | Warsonofius von Twer, Erzbischof von Twer                     |                                      | Katharina die Große, Kaiserin                 |                              | Iwan Sussanin, Volksheld                          |                                                     |                                                     |
|                           | Gurius von Kasan, Erzbischof von Kasan                        |                                      | Alexander Besborodko, Staatsmann und Diplomat |                              | Boris Scheremetew, Feldherr und Diplomat          |                                                     |                                                     |
|                           | Konstanty Wasyl Ostrogski, Fürst und Woiwode von Kiew         |                                      | Grigori Potjomkin, Staatsmann und Diplomat    |                              | Michail Golizyn, General-Feldmarschall            |                                                     |                                                     |
|                           | Nikon, Patriarch von Moskau                                   |                                      | Wiktor Kotschubei, Staatsmann und Diplomat    |                              | Pjotr Saltykow, General-Feldmarschall             |                                                     |                                                     |
|                           | Fjodor Rtischtschew, Gründer der Wohltätigkeit in Russland    |                                      | Alexander I., Kaiser                          |                              | Burkhard von Münnich, General-Feldmarschall       |                                                     |                                                     |
|                           | Dimitri von Rostow, kirchlicher Politiker und Schriftsteller  |                                      | Michail Speranski, Staatsmann                 |                              | Alexei Orlow, General                             |                                                     |                                                     |
|                           | Tichon von Sadonsk, Erzbischof von Ladoga und Woronesch       |                                      | Michail Woronzow, General-Feldmarschall       |                              | Pjotr Rumjanzew-Sadunaiski, Feldmarschall         |                                                     |                                                     |
|                           | Mitrofan von Woronesch, Erzbischof von Woronesch              |                                      | Nikolaus I., Kaiser                           |                              | Alexander Suworow, Generalissimus                 |                                                     |                                                     |
|                           | Georg Konisski, Erzbischof von Belarus                        |                                      |                                               |                              | Michael Barclay de Tolly, General-Feldmarschall   |                                                     |                                                     |
|                           | Theophan Prokopowitsch, Erzbischof von Nowgorod; Gelehrter    |                                      |                                               |                              | Michail Kutusow, General-Feldmarschall            |                                                     |                                                     |
|                           | Platon Lewschin, Metropolit von Moskau                        |                                      |                                               |                              | Dmitri Senjawin, Admiral und Flottenführer        |                                                     |                                                     |
|                           | Innozenz, Erzbischof von Chersones und Taurien                |                                      |                                               |                              | Matwei Platow, General                            |                                                     |                                                     |
|                           |                                                               |                                      |                                               |                              | Pjotr Bagration, General                          |                                                     |                                                     |
|                           |                                                               |                                      |                                               |                              | Karl Diebitsch-Sabalkanski, General-Feldmarschall |                                                     |                                                     |
|                           |                                                               |                                      |                                               |                              | Iwan Paskewitsch, General-Feldmarschall           |                                                     |                                                     |
|                           |                                                               |                                      |                                               |                              | Michail Lasarew, Admiral und Flottenführer        |                                                     |                                                     |
|                           |                                                               |                                      |                                               |                              | Wladimir Kornilow, Vize-Admiral                   |                                                     |                                                     |
|                           |                                                               |                                      |                                               |                              | Pawel Nachimow, Admiral und Flottenführer         |                                                     |                                                     |

## Verschiedenes

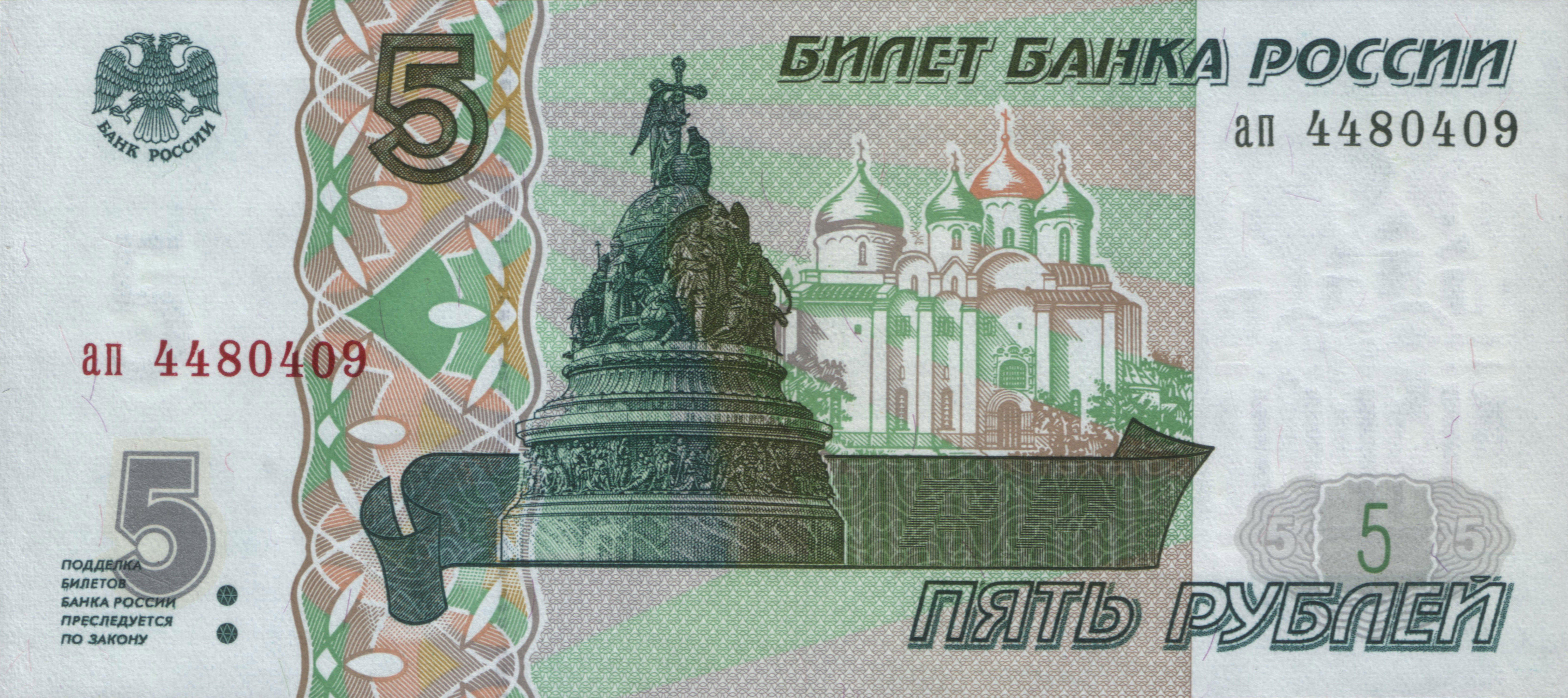
Das Jahrtausend-Denkmal auf der 5-Rubel-Note der Russischen Föderation

Die Figuren auf dem Monument mussten während der Planungsphase von Zar Alexander II. höchstpersönlich akkreditiert werden. Auf dem Monument fehlt gänzlich ein Abbild Iwans IV. des Schrecklichen. Dies geschah aus Rücksicht auf die Bürger Nowgorods, da die Stadt unter seiner Herrschaft durch ein Massaker an der Bevölkerung im Jahr 1570 besonders gelitten hatte. Starke Bedenken gab es um die Aufnahme von Nikolaus I., dessen reaktionäre Politik in einem Gegensatz zur liberalen Politik Alexanders II. stand und Russland in die Niederlage des Krimkriegs führte. Letztlich wurde er jedoch mit Hinblick auf immer noch zahlreiche Kreise, die ihm nahegestanden hatten, in die Liste der Figuren aufgenommen. Um viele Figuren entbrannten regelrechte ideologisch motivierte Streite, die vor allem besonders freidenkerische und kritische Autoren wie Lermontow, Schukowski, Gribojedow und andere betrafen. Nur mit Mühe gelang es Mikeschin, den Zaren von der Notwendigkeit zu überzeugen, Nikolai Gogol aufzunehmen. Antioch Kantemir fiel dagegen der Zensur zum Opfer. Auch Taras Schewtschenko, der während der Bauphase verstarb und als Ergänzung in Frage kam, musste ausgelassen werden. Von den weiteren herausragenden Persönlichkeiten fehlt auch der Flottenführer Fjodor Uschakow.